# Alexandru Raicu
Alexandru Constantin Raicu (ur. 20 grudnia 1996) – rumuński judoka. Olimpijczyk z Tokio 2020, gdzie zajął siedemnaste miejsce w wadze lekkiej.
Uczestnik mistrzostw świata w 2017, 2018, 2019, 2021 i 2022. Startował w Pucharze Świata w 2017, 2019, 2020 i 2022. Zajął siódme miejsce na mistrzostwach Europy w 2022. Brązowy medalista igrzysk frankofońskich w 2017 roku.

## Letnie Igrzyska Olimpijskie 2020
| Konkurencja | Eliminacje          | Klas. końcowa |
| Konkurencja | Przeciwnik I        | Miejsce       |
| ----------- | ------------------- | ------------- |
| 73 kg       | Shōhei Ōnoo (JPN) P | 17.           |